# Kazemi Mortaza Mochfek
 (mai 2014).
Kazemi Mortaza Mochfek, né en 1887 et mort en 1978, est un homme de lettres iranien, spécialiste de littérature française et traducteur du français vers le persan.

## Biographie
Mochfek fait paraître ses récits dans la revue Iranchahr qui est publiée à Berlin depuis 1924. Ensuite, il fait partie de la rédaction du journal Iran-é Djavan (« Jeune Iran ») et y fait paraître ses propres traductions de textes du français au persan.
Son œuvre la plus connue est un roman à thème social intitulé Terrible Téhéran dont la première partie est publiée en 1921 à Téhéran sous le titre de Makhouf, tandis que la seconde partie est publiée à Berlin en 1924, sous le titre de  Souvenir d'une nuit particulière. Ce roman dessine un grand tableau de la société iranienne des années 1920 et met bien en lumière la condition opprimée de la femme iranienne dans toutes les classes de la société.
D'autres romans, comme La Fleur disparue, ou Précieuse Jalousie sont plus consacrés à des chroniques qu'à des questions sociales aiguës.

## Source
- (ru) Cet article est partiellement ou en totalité issu de l’article de Wikipédia en russe intitulé « Мошфек, Каземи Мортаза » (voir la liste des auteurs).